# Сборная Падании по футболу
Сборная Падании по футболу — неофициальная футбольная команда, поддерживаемая итальянской партией «Лига Севера». Сборная представляет восемь северных регионов Италии, называемых «Падания» (от реки По). 
Команда Падании не является членом ФИФА, УЕФА или Федерации футбола Италии.
Клуб управляется организацией «Lega Federale Calcio Padania».
Падания является членом организации NF-Board и принимала участие в VIVA World Cup (турнир с 2014 года заменён Чемпионатом мира).

## Выступление на VIVA World Cup 2008
Сборная Падании приняла участие в проходившем с 7 по 13 июля 2008 года в Лапландии VIVA World Cup 2008. Команда выиграла все матчи на турнире, в финале переиграв сборную арамеев  2:0. 
Лучшими бомбардирами сборной Падании и всего турнира стали Стефано Саландра и Джордан Лигаротти, забившие по 4 мяча.

## Выступление на VIVA World Cup 2009
На турнире VIVA World Cup 2009, проходившем в Падании, сборная завоевала второй кубок подряд.

## Выступление на VIVA World Cup 2010
Выиграв все игры на турнире VIVA World Cup 2010, завоевала кубок в третий раз подряд.